# Диджей Прийч
DJ Preach с истинско име Филип Бабен (Philippe Babin) е канадски музикант, диджей.

## Биография
Стартира кариерата си на диджей през 1997 г., когато е едва 17-годишен. Членството в сдруженията за продуценти и диджеи „Old School“ и „Delphinus“ в родния му град Квебек, Канада му позволява да направи първите си опити зад грамофоните и да демонстрира своя уникален техно стил. След редица изяви на американския континент, Preach се сдобива с резидентство в популярния клуб Aria в Монреал, където работи.
Изградил вече солидна репутация като диджей, Preach продължава да се развива и започва да продуцира собствена музика. Първият му сингъл излиза през есента на 2001 под шапката на Ascend Recordings. С течение на времето следват издания за уважавани лейбъли като Symbolism (Ben Sims), Default, Edit, Session, Mbelektronics (Marco Bailey), Traction, Relentless и Iturnem (Mistress Barbara). Самият той казва, че стилът му на продукция е повлиян от Ben Sims, Tim Xavier, Henrik B, Andrei Morant, Mateo Murphy и др. Междувременно една от последните му плочи е определена като „тотален успех“ в ревю на списание Mixer. Preach е наричан „бъдеща диджей звезда“ от популярната Mistress Barbara, а Carl Cox лицензира 2 негови парчета, които ще включи в предстоящия си нов микс.
Preach се е изявявал редом до някои от най-добрите диджеи в света като Carl Cox, Marco Bailey, Monika Kruse, DJ Tiesto, Armin Van Buuren, Henrik B, Adam Beyer, Steve Stoll, Thomas Shumacher, Danilo Vigorito, Gaetano Parisio, The Advent, Chris Liebing, Ben Sims, Marco V, Luke Slater, Mistress Barbara, Paul Van Dyk, Space DJZ и много други.

## Дискография
- Preach – Llexus EP (Ascend Recordings)
- Preach – Expecting More EP (Ascend Recordings)
- DJ Preach – Performance Means Faster EP (Default Recordings)
- Yaz, Miko & Preach – Yul Fuka (Relentless Music)
- Preach – Phonec EP (Edit Recordings)
- Preach – It's A Crime EP (Edit Recordings)
- Strategy (Preach) – 24 hours At Aria (Traction Recordings)
- DJ Preach – Montreal Metro EP (Session Recordings)
- DJ Preach – Andee's EP (Symbolism Recordings)
- DJ Preach – Against The Winter EP /incl. Filterheadz & Marco Bailey remixes/ (Mbelektronics Recordings)
- DJ Preach – No War In The Summer /incl. Barbara Brown remix/ (Iturnem Recordings)